# Frączki (Bartoszyce)
Frączki (deutsch Franken) war ein Ort in der polnischen Woiwodschaft Ermland-Masuren. Seine Ortsstelle gehört zum Bereich der Gmina Bartoszyce (Landgemeinde Bartenstein) im Powiat Bartoszycki (Kreis Bartenstein (Ostpr.)).

## Geographische Lage
Die Ortsstelle von Frączki liegt in der nördlichen Mitte der Woiwodschaft Ermland-Masuren, 34 Kilometer südöstlich der früheren und heute auf russischem Hoheitsgebiet gelegenen Kreisstadt Friedland (russisch Prawdinsk) bzw. 17 Kilometer südöstlich der heutigen Kreismetropole Bartoszyce (deutsch Bartenstein).

## Geschichte
Das einstige Franken gehörte als Vorwerk zum Gutsbezirk Beyditten (polnisch Bajdyty) im ostpreußischen Kreis Friedland (ab 1927 in „Kreis Bartenstein“ umbenannt). Am 8. Juni 1874 wurden die Vorwerke Franken und Groß Sonnenburg (polnisch Drawa) aus dem Gutsbezirk Beyditten herausgelöst und als Gutsbezirk Groß Sonnenburg – nunmehr eigenständig – drei Tage später in den neu errichteten Amtsbezirk Beyditten eingegliedert. Der Ort Franken als Ortsteil Groß Sonnenburgs zählte im Jahre 1905 insgesamt zwei Einwohner. 1928 kam der Gutsbezirk Groß Sonnenburg mit dem Ortsteil Franken wieder zu Beyditten, das dann als Landgemeinde deklariert wurde.
Als 1945 das gesamte südliche Ostpreußen in Kriegsfolge an Polen fiel, bekam Franken die polnische Namensform „Frączki“. Bis zum Jahre 2011 wurde der Weiler noch offiziell geführt, danach verschwand sein Name, und der Ort dürfte aufgrund seiner Lage in Bajdyty aufgegangen sein. Seine Ortsstelle ist noch erkennbar. Sie liegt im Gebiet der Landgemeinde Bartoszyce (Bartenstein) im Powiat Bartoszycki (Kreis Bartenstein (Ostpr.)) der Woiwodschaft Ermland-Masuren.

## Religion
Christentum
Bis 1945 war Franken in die evangelische Dorfkirche Groß Schwansfeld (polnisch Łabędnik) in der Kirchenprovinz Ostpreußen der Kirche der Altpreußischen Union, außerdem zur römisch-katholischen Kirche St. Bruno in Bartenstein im damaligen Bistum Ermland eingepfarrt.

## Verkehr
Die Ortsstelle Frączkis liegt nordwestlich der Ortschaft Bajdyty (Beyditten) auf der östlichen Seite der Straße Łabędnik–Paluzy (Groß Schwansfeld–Plausen).